# Południowy Okręg Wojskowy (Federacja Rosyjska)

Okręgi Wojskowe

Południowy Okręg Wojskowy Sił Zbrojnych Federacji Rosyjskiej – jednostka administracyjno-wojskowa Sił Zbrojnych Federacji Rosyjskiej, obejmująca całość obiektów militarnych – w tym jednostki wojskowe, zakłady przemysłu zbrojeniowego, jednostki paramilitarne – stacjonujących w południowej części FR.
Utworzony został dekretem prezydenckim nr 1144 z 20 września 2010, na bazie Północnokaukaskiego Okręgu Wojskowego (rozformowanego 4 października 2010) z przyporządkowaną armią lotniczą 4 Dowództwa WWS i PWO, Flotą Czarnomorską i Flotyllą Kaspijską.
Siedziba dowództwa znajduje się w Rostowie nad Donem.
Dowódca gen. armii Aleksandr Dwornikow (ros.: Александр Владимирович Дворников).

## Struktura
Zjednoczone Dowództwo Strategiczne
- armie ogólnowojskowe:
  - 8 Armia Ogólnowojskowa;
  - 49 Armia Ogólnowojskowa;
  - 58 Armia Ogólnowojskowa – przeznaczona do zabezpieczenia bezpieczeństwa na Północnym Kaukazie; liczy około 70000 ludzi, na uzbrojeniu posiada 609 czołgów, prawie 2 tysiące bojowych wozów piechoty i transporterów opancerzonych, 125 moździerzy i dział, 190 samobieżnych wyrzutni rakietowych BM-21 Grad i 450 kierowanych systemów przeciwlotniczych;
- 4 Armia Sił Powietrznych i Obrony Przeciwlotniczej (Federacja Rosyjska);
- Flota Czarnomorska;
- Flotylla Kaspijska;
- 22 Korpus Armijny Federacji Rosyjskiej[4].

## Terytorium
Administracyjnie w skład terytorium Okręgu wchodzą:
- Adygeja;
- Dagestan;
- Inguszetia;
- Kabardo-Bałkaria;
- Kałmucja;
- Karaczajo-Czerkiesja;
- Republika Krymu (jednostka administracyjna Rosji);
- Osetia Północna;
- Czeczenia;
- Kraj Krasnodarski;
- Kraj Stawropolski;
- Obwód astrachański;
- Obwód wołgogradzki;
- Obwód rostowski;
- Sewastopol.

Dodatkowo, dekretem Prezydenta Federacji Rosyjskiej Władimira Putina z 26 lutego 2024 w okręg włączono częściowo okupowane obwody Ukrainy, w tym Doniecki, Ługański, Zaporoski i Chersoński.